# 粟屋仙吉
粟屋仙吉（日语：／ Awaya Senkichi，1893年11月7日—1945年8月6日）日本政治家、官員，鐵道官吏粟屋穎祐的次子。因其父出身於山口縣，在轉任仙台期間生下了他，故取名仙吉。

## 生平
粟屋仙吉從東京帝國大學法學部畢業後，進入內務省工作，歷任廣島縣屬農務商工課長、廣島縣警視廳保安課長，後又歷任北海道理事官、教育兵事課長、補視學官、任事務官、地方課長兼統計課長。
1929年任高知縣警察部長。1931年任愛知縣警察部長。1932年在大阪府知事縣忍的邀請下，出任大阪府警察部長。1937年任大分縣知事。1939年任農林省經濟部長。1940年任水產局長，1941年任馬政局長官。1942年辭官隱居。
1943年，在大藏大臣賀屋興宣的懇請下，就任廣島市市長。1945年8月6日，美國在廣島市上空投下原子彈。粟屋的住宅位於廣島市中心元安川上的萬代橋西南側，距離爆炸中心約950公尺位置，受到原子彈衝擊波的衝擊，與第三子和外孫（長女之子，數日前寄居）當場死亡。粟屋仙吉的骷髏在市長住宅的庭院中被發現，可能是接觸到原子彈閃光後瞬間白骨化，也可能是被倒塌的建築壓住後活活燒死。其妻幸代重傷，於9月死亡。得知幸代臨終前往廣島探視的次女受到原爆的二次影響，於11月死去。
粟屋仙吉是一位無教會主義的基督徒。他拒絕酗酒，且是柔道五段。